# Bosenský horský kůň

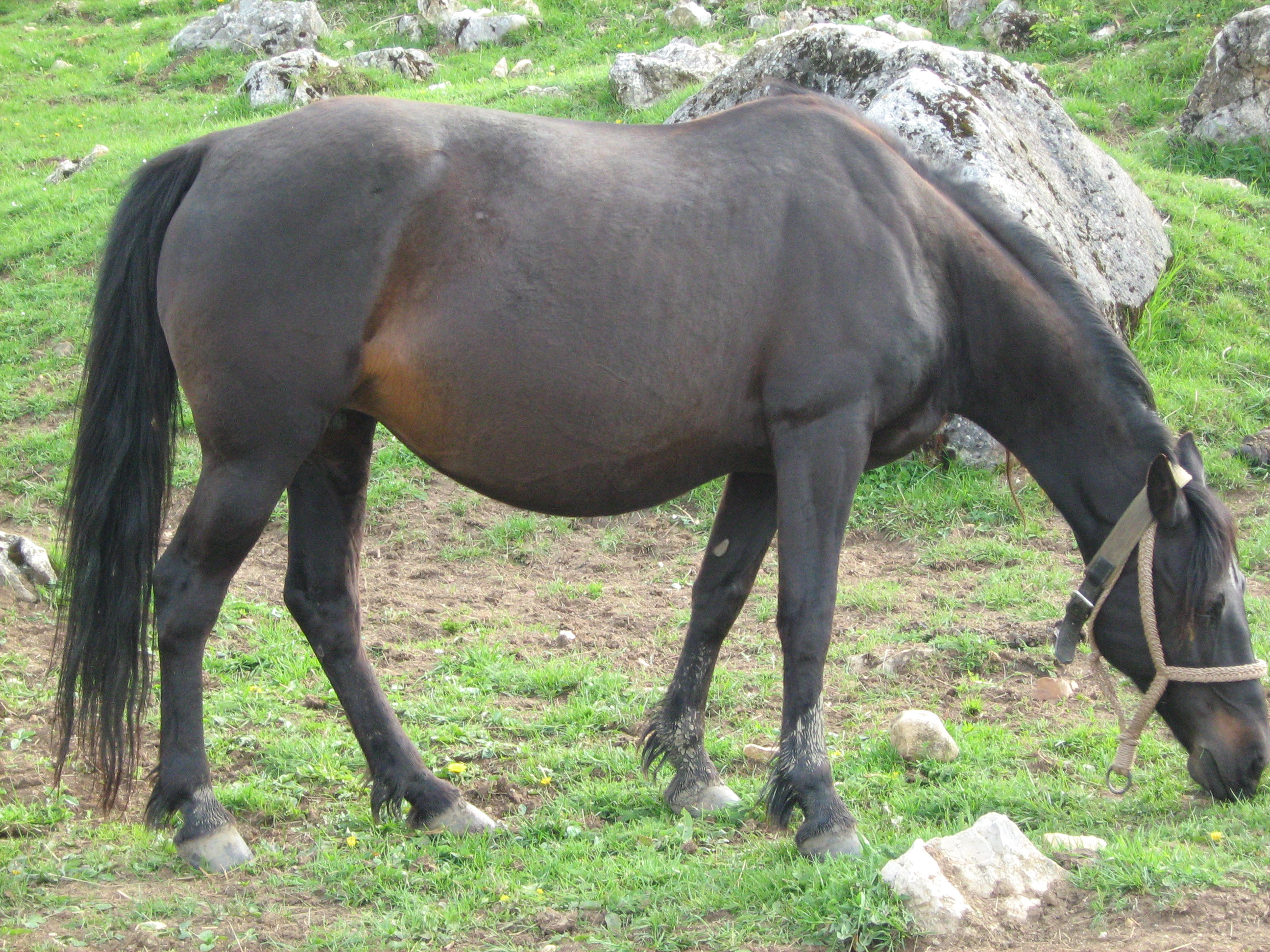
Bosenský horský kůň

Bosenský horský kůň, pony podobný huculovi, je také potomek tarpana, i když se někdy považuje za křížence s kertagem. Měří 132 až 147 cm a má zbarvení myšové šedé nebo plavé, ale přibývá i hnědáků a ryzáků.